# باشگاه فوتبال آراکس ایروان
باشگاه فوتبال آراکس ایروان (ارمنی: Ֆուտբոլային Ակումբ Արաքս Երևան؛ انگلیسی: FC Araks Yerevan) یک باشگاه فوتبال در شهر ایروان و در کشور ارمنستان می‌باشد که در لیگ برتر فوتبال اتحاد شوروی بازی می‌کرد. زمین خانگی این باشگاه ورزشگاه آراکس بود.

## تاریخچه
این باشگاه در سال ۱۹۶۰ میلادی در دوره اتحاد جماهیر شوروی به عنوان یک اتحادیه ورزشی کارگری به نمایندگی از واحد تولید کارخانه دولتی "ArmElectroMachines" تأسیس شد اما در سال ۱۹۹۱ پس از استقلال ارمنستان منحل شد و در حال حاضر در سطح فوتبال حرفه‌ای فعالیتی ندارد.

## افتخارات
این باشگاه در ۴ دوره در سال‌های ۱۹۶۵، ۱۹۶۸، ۱۹۶۹ و ۱۹۷۷ قهرمانی لیگ فوتبال ارمنستان شوروی را به دست آورد